# Idiotsitter
Idiotsitter è una serie televisiva statunitense.